# Новокарагушево
Новокарагу́шево (рос. Новокарагушево, башк. Яңы Ҡарағош) — присілок у складі Бураєвського району Башкортостану, Росія. Входить до складу Кашкалевської сільської ради.
Населення — 26 осіб (2010; 48 у 2002).
Національний склад:
- башкири — 100 %